# 1990-es bosznia-hercegovinai általános választások
Az 1990-es bosznia-hercegovinai általános választásokat 1990. november 18-án tartották. Ezek a választások voltak az első többpárti és demokratikus választások a Jugoszláv Királyságban megtartott 1938-as parlamenti választások óta, egyben az egyetlenek, amelyeket a függetlenség kikiáltása előtt tartottak. A választásokat a Bosznia-Hercegovinai Szocialista Köztársaságban köztársasági szinten tartották, ahol a Bosznia-Hercegovinai Szocialista Köztársaság parlamenti képviselőit választották meg. A választásokat az etnikai alapon szervezett pártok, a muszlimok, horvátok és szerbek nemzeti pártjai, az SDA, a HDZ és az SDS nyerték.

## Előzmények

### Jugoszlávia válsága
A bosznia-hercegovinai politikai pluralizmus kialakulása szorosan összefügg a nemzetközi színtéren zajló eseményekkel, a kommunizmus bukásával, majd a Jugoszláviában kialakult belső válsággal, amely politikai, gazdasági, nemzeti és társadalmi élet formáin keresztül eszkalálódott. 1980-ban meghalt Josip Broz Tito, aki a második világháború óta volt Jugoszlávia vezetője. Halála után meghatározott rotáció szerint cserélődtek a Jugoszláv Államelnökség élén álló elnökök. Az elnökség tagjai azonban egyre inkább saját köztársaságuk érdekét igyekeztek előtérbe helyezni, ami elkerülhetetlen ellentétekhez vezettek. A Jugoszláv Kommunisták Szövetsége elvesztette ideológiai vezető erejét. Eközben a koszovói erőszakot követően az 1980-as években az etnikai alapú nacionalizmus reneszánszát élte. Míg a szerb nacionalisták célja Jugoszlávia központosítása volt, addig a Jugoszláviában élő más nemzetiségek a föderalizációra és az állam decentralizálására törekedtek.
Bosznia-Hercegovina, az egykori török tartomány, történelmileg többnemzetiségű állam volt. Az 1991-es népszámlálás szerint a lakosság 44%-a muszlimnak (bosnyáknak), 32,5%-a szerbnek, 17%-a horvátnak, 6%-a pedig jugoszlávnak vallotta magát. A szerb alkotmány módosításainak elfogadása után, amelyek lehetővé tették, hogy Szerbia kormánya uralja Koszovó és Vajdaság tartományait, 1989 márciusában a jugoszláviai válság még inkább elmélyült. Addig, mint autonóm tartományoknak,  Koszovó és Vajdaság döntéshozatala független volt Szerbiától, és minden autonóm tartománynak volt szavazata jugoszláv szövetségi szinten is. Szerbia az újonnan megválasztott elnök Slobodan Milošević alatt a jugoszláv elnöki poszton nyolcból három szavazat felett szerezte meg az irányítást. Montenegró további szavazataival így Szerbia erősen befolyásolhatta a szövetségi kormány döntéseit. Ez a helyzet a többi köztársaság tiltakozását és a jugoszláv föderáció reformjának követelését váltotta ki. A Jugoszláv Kommunisták Szövetsége 14. rendkívüli kongresszusán, 1990. január 20-án a köztársaságok delegációi nem tudtak megegyezni a jugoszláv föderáció előtt álló főbb kérdésekben. Ennek eredményeként a szlovén és a horvát küldöttek elhagyták a kongresszust. A Milan Kučan vezette szlovén delegáció demokratikus változásokat és lazább föderációt követelt, a Milošević vezette szerb delegáció pedig ellenezte ezt. A Jugoszláv Kommunisták Szövetsége felbomlása után minden jugoszláv köztársaságban megjelentek a különféle politikai szervezetek, egyesületek és mozgalmak. Bosznia-Hercegovinában a Bosznia-Hercegovinai Kommunisták Szövetségének tizedik kongresszusa után az intenzívebb pluralista érdekek nyilvánosan kifejezésre jutottak.

### A politikai pártok megalakulása
Új politikai erők jelentek meg Bosznia-Hercegovina politikai színterén is. Először Szarajevóban alapították meg 1990 májusában a muszlim nép pártját, a Demokratikus Akció Pártját (SDA), melynek első elnöke Alija Izetbegović lett, akit a nyolcvanas években az Iszlám Nyilatkozatban foglalt pániszlamizmus és vallási fundamentalizmus eszméinek népszerűsítése miatt börtönbüntetésre ítéltek. Számos politikai gyűlés és valláspolitikai megnyilvánulás mellett a második világháború szerb áldozatainak átpolitizálása mellett 1990. július 12-én Szarajevóban megalakult a Szerb Demokrata Párt (SDS), amelynek elnökévé Radovan Karadžićot választották. Franjo Tuđman és a Horvát Demokratikus Közösség programja erősen hatott a bosznia-hercegovinai horvátokra, így 1990. augusztus 18-án Szarajevóban megalakult a horvátok nemzeti politikai pártja, a Bosznia-hercegovinai Horvát Demokratikus Közösség (HDZ BiH). Elnökévé először Davor Perinovićot választották, de az ausztráliai horvátok meglátogatása után a párton belül bizonyos feszültségek támadtak, és ugyanezen év szeptember 7-én visszahívták hivatalából. Helyére Stjepan Kljujićot választották.

## A választások eredménye

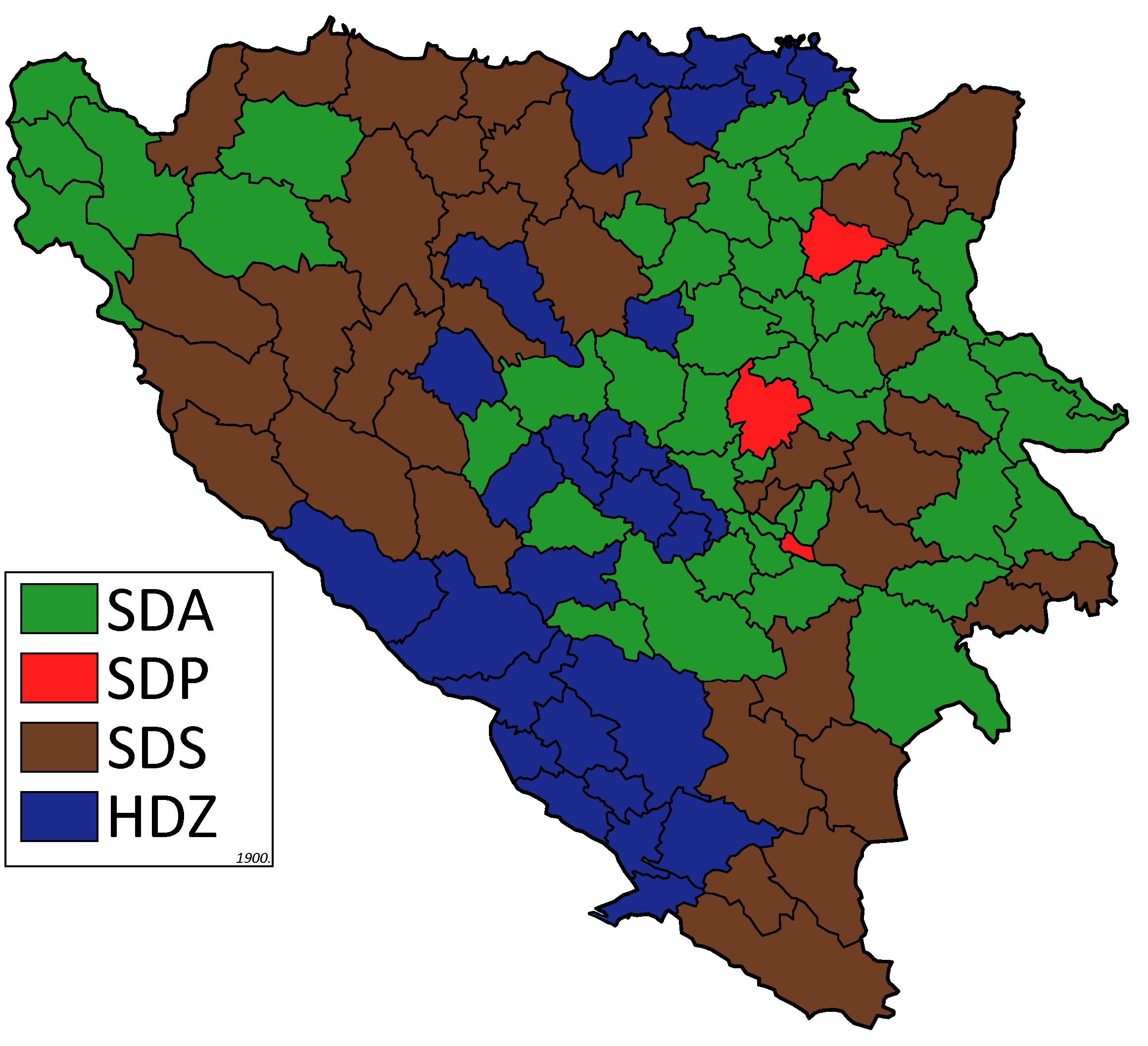
Az 1990-es bosznia-hercegovinai általános választások eredményei, SDA: zöld, SDS: barna, HDZ BiH: kék

A választásokat az ország három legnagyobb nemzeti pártjának – a Demokratikus Akció Pártjából, a Szerb Demokrata Pártból és a Horvát Demokrata Szövetségből álló – koalíciója nyerte meg. A nemzeti pártok – az időnkénti összetűzésektől és a kölcsönös vádaskodástól függetlenül az agitáció módszereivel (pl. az SDA zöld zászlajának és a horvát trikolórral való összekötésével) és az attól való félelemben, hogy a muszlimok és horvátok majd nem kötnek politikai szövetséget a szerbek ellen – továbbra is hallgatólagos szövetségben maradtak. Bár programszerűen és politikailag eltértek egymástól, az alapvető ok, amely összekötötte őket és megteremtette a harmónia és a tolerancia idilljét a kommunizmusellenesség volt, vagyis az a közös vágy, hogy az előző szocialista kormányzat véget érjen az országban.
| Politikai párt               | Városok tanácsa | Községek tanácsa |
| Demokratikus Akció Pártja    | 43              | 43               |
| Szerb Demokrata Párt         | 34              | 38               |
| Horvát Demokratikus Közösség | 21              | 23               |
| egyéb párt                   | 32              | 6                |

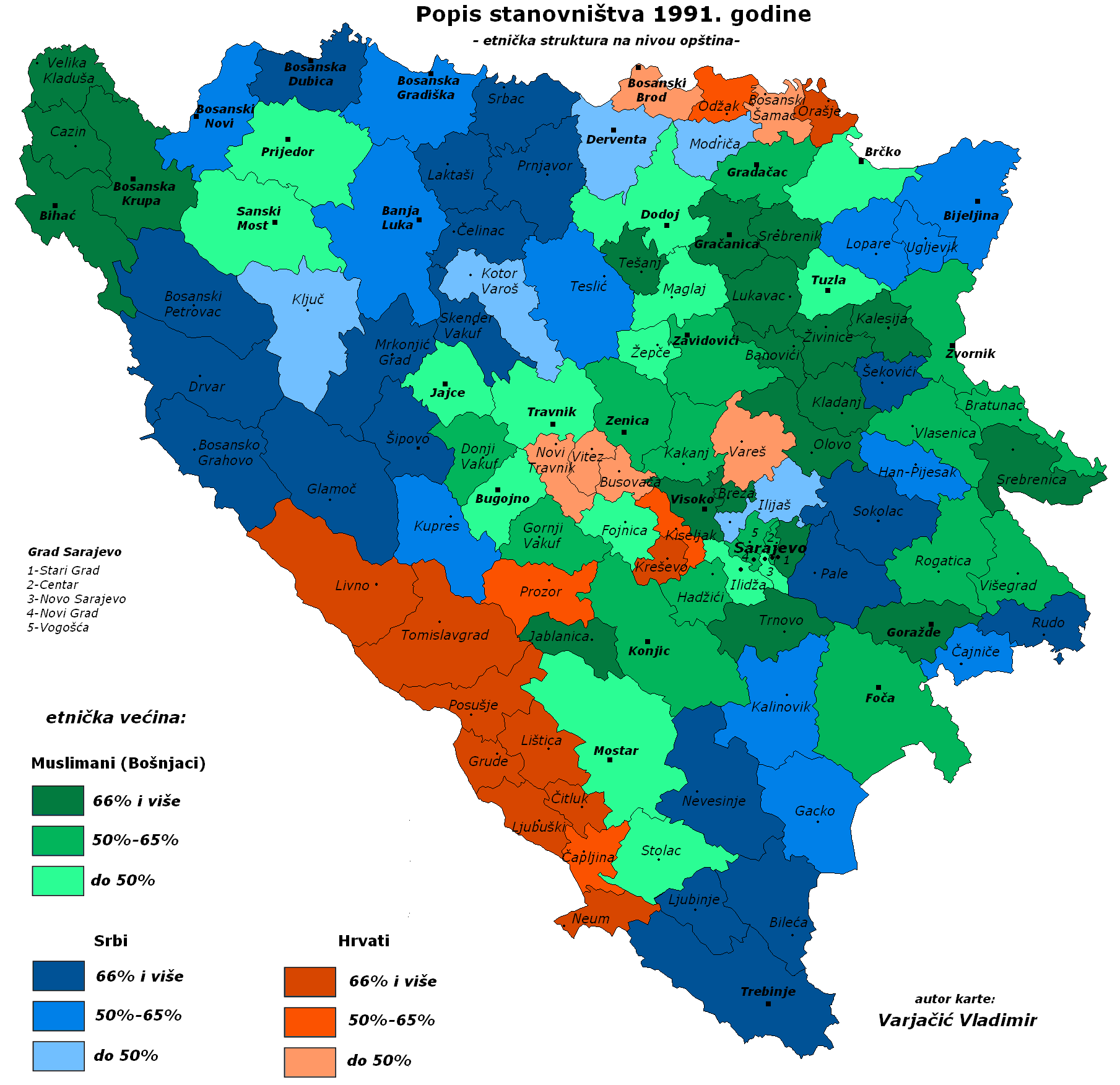
A lakosság nemzetiségi megoszlása 1991-ben

A pártok a nemzeti hovatartozás szerint osztották meg a hatalmat, így a Bosznia-Hercegovinai Köztársaság elnökségének elnökévé egy muszlimot, Fikret Abdićot választották, aki Alija Izetbegovićnak adta át a helyét. A nemzetgyűlés elnökévé a szerb Momčilo Krajišnikot, a kormány elnökévé pedig a horvát Jure Pelivant választották. A hatalommegosztási megállapodás a választási verseny során, a választások megnyerésében és a funkciók megosztásában működött, aminek tulajdonképpen vége is lett. A bosznia-hercegovinai nemzetgyűlésben a HDZ BiH 18,35%-ot, az SDS 30,00%-ot, az SDA pedig 35,83%-ot kapott. Megoszlásuk nagymértékben megfelelt az egyes nemzetek teljes népességen belüli részarányának.
| Nemzetiség  | Szám      | Részesedés a teljes népességből |
| bosnyákok   | 1.902.956 | 43,47 %                         |
| szerbek     | 1.366.104 | 31,21 %                         |
| horvátok    | 760.852   | 17,38 %                         |
| jugoszlávok | 242.682   | 5,54 %                          |
| egyéb1      | 104.439   | 2,38 %                          |

## Következmények
1991 elején találkozókra került sor a hat jugoszláv köztársaság és a két autonóm régió vezetői között, hogy megvitassák a Jugoszláviában zajló válságot. A szerb vezetés a föderatív megoldást, míg a horvát és szlovén vezetés a szuverén államok szövetségét részesítette előnyben. Alija Izetbegović boszniai vezető februárban aszimmetrikus föderációt javasolt, ahol Szlovénia és Horvátország laza kapcsolatokat tartana fenn a megmaradt négy köztársasággal. Röviddel ezután megváltoztatta álláspontját, és egy ilyen szövetség előfeltételeként a szuverén Bosznia mellett döntött. Március 25-én Franjo Tuđman horvát, és Slobodan Milošević szerb elnök találkozót tartott Karađorđevóban. A találkozó néhány jugoszláv politikus állítása szerint ellentmondásos volt, de a két elnök megegyezett Bosznia-Hercegovina felosztásában. Június 6-án Alija Izetbegović bosnyák, és Kiro Gligorov macedón elnök gyenge konföderációt javasolt Horvátország, Szlovénia és a másik négy köztársaság között. Ezt a Milošević-kormányzat elutasította. 1991. június 25-én Szlovénia és Horvátország kikiáltotta függetlenségét, ami Szlovéniában tíznapos háborúnak nevezett fegyveres konfliktushoz, valamint a jelentős szerb nemzetiségű területeken a horvát függetlenségi háború eszkalálódásához vezetett. 1991 második felében a harcok felerősödtek Horvátországban. A Jugoszláv Néphadsereg (JNA) immár Bosznia-Hercegovinából is támadta Horvátországot.
1991 júliusában a Szerb Demokrata Párt (SDS) képviselői, köztük az SDS elnöke Radovan Karadžić, Muhamed Filipović és Adil Zulfikarpašić a Muszlim Bosnyák Szervezet (Muslimanska bošnjačka organizacija – MBO) képviselői kidolgozták a Karadžić–Filipović-egyezmény néven ismert megállapodást. Eszerint Bosznia-Hercegovina Szerbia és Montenegró államszövetségében maradt volna. A megállapodást a horvát politikai pártok elutasították. Bár kezdetben üdvözölte a kezdeményezést, később az Izetbegović-adminisztráció is elutasította a megállapodást. 1991 szeptembere és novembere között az SDS megszervezte hat szerb autonóm terület (SAO) létrehozását. Ez a bosnyákok Jugoszláviából való kiválás felé tett lépéseire volt válasz. Hasonló lépéseket tettek a boszniai horvátok is. 1991 augusztusában az Európai Gazdasági Közösség adott otthont a Jugoszláviáról szóló békekonferenciának abból a célból, hogy megakadályozzák Bosznia-Hercegovina háborúba sodródását. 1991. szeptember 25-én az Egyesült Nemzetek Szervezete Biztonsági Tanácsa elfogadta a 713. számú határozatot, amely fegyverembargót rendelt el minden volt jugoszláv területre. Az embargónak a JNA-ra és a szerb erőkre alig volt hatása. Ekkorra a horvát csapatok is már nagy mennyiségű fegyvert foglaltak le a JNA-tól a laktanyacsata során. Ezzel szemben az embargónak a boszniai háború kezdetén jelentős hatása volt Bosznia-Hercegovinában. A szerb erők megkapták a kivonuló a JNA fegyverzetét és felszerelését, míg a horvát és bosnyák erők az embargót megszegve Horvátországon keresztül szereztek fegyvert.
A Bosznia-Hercegovinai Szocialista Köztársaság szarajevói parlamentje 1991. október 15-én egyszerű többséggel elfogadta a „Bosznia-Hercegovina szuverenitásáról” szóló memorandumot. A memorandumot hevesen vitatták a boszniai szerb parlamenti képviselők, azzal érvelve, hogy az alkotmány LXX. módosítása eljárási biztosítékokat és kétharmados többséget ír elő az ilyen kérdésekben. A Memorandumot mindenesetre megvitatták, ami a boszniai szerbek parlamenti bojkottjához vezetett. A szerb politikai képviselők a Boszniai Szerb Köztársaság Nemzetgyűlésén 1991. október 24-én nyilatkozatot fogadtak el, amely kimondta, hogy a szerbek Jugoszláviában kívánnak maradni. A Demokratikus Akció Pártja (SDA), amelyet Alija Izetbegović vezetett eltökélte a függetlenség elérését, melyet az Európai Közösség és az Amerikai Egyesült Államok is támogatott. Az SDS viszont egyértelművé tette, hogy ha a függetlenséget bejelentik, a szerbek kiválnak, mivel joguk volt az önrendelkezéshez. 1992. január 9-én a boszniai szerbek kikiáltották a Boszniai Szerb Köztársaság elődjét, „Bosznia-Hercegovinai Szerb Népköztársaságot” (SR BiH), de nem nyilvánították ki hivatalosan a függetlenséget. A Jugoszláviáról szóló Békekonferencia Választottbírósági Bizottsága 1992. január 11-iki 4. számú állásfoglalásában Bosznia-Hercegovináról kijelentette, hogy Bosznia-Hercegovina függetlenségét nem szabad elismerni, mert az ország még nem tartott népszavazást a függetlenségről. 
1992. január 25-én, egy órával a parlamenti ülésszak elnapolása után a parlament február 29-re és március 1-re írta ki a népszavazást a függetlenségről. A vita, miután a többségi bosnyák–horvát küldöttek elutasították azt az indítványt, hogy a népszavazási kérdést a még meg nem alakult Nemzeti Esélyegyenlőségi Tanács elé vigyék, a szerb képviselők részvétele nélkül ért véget. A népszavazási javaslatot, az SDS-tagok hiányában a muszlim képviselők által javasolt formában fogadták el. Ahogy Burg és Shoup megjegyzi, „a döntés a konfliktusba taszította a boszniai kormányt és a szerbeket”. A közelgő népszavazás már februárban nemzetközi aggodalmat keltett. A horvátországi háború fejleményeinek eredményeként 1992. február 21-én megszületett az Egyesült Nemzetek Biztonsági Tanácsának 743. számú határozata, amely létrehozta az Egyesült Nemzetek Védelmi Erőit (UNPROFOR). A népszavazásokon való részvétel 63,7%-os volt, a választók 92,7%-a szavazott a függetlenség mellett. Ez arra utal, hogy a boszniai szerbek, akik a lakosság körülbelül 34%-át alkották nagyrészt bojkottálta a népszavazást. A szerb politikai vezetés a népszavazásokat ürügyként használta fel arra, hogy tiltakozásul útlezárásokat állítson fel. A függetlenséget a boszniai parlament hivatalosan 1992. március 3-án nyilvánította ki.

### Könyvek
- The Yugoslav Crisis in International Law. Cambridge University Press (1997). ISBN 9780521463041
- Bose, Sumantra. Contested Lands. Harvard University Press (2009). ISBN 978-0-674-02856-2
- The War in Bosnia-Herzegovina: Ethnic Conflict and International Intervention, 2nd, M.E. Sharpe (1999). ISBN 978-0-7656-3189-3
- Caspersen, Nina. Contested Nationalism: Serb Elite Rivalry in Croatia and Bosnia in the 1990s. Berghahn Books (2010). ISBN 978-1-84545-791-4
- Central Intelligence Agency, Office of Russian and European Analysis. Balkan Battlegrounds: A Military History of the Yugoslav Conflict, 1990–1995, Volume 1. Washington, D.C.: Central Intelligence Agency (2002). ISBN 978-0-16-066472-4
- Europe from the Balkans to the Urals: The Disintegration of Yugoslavia and the Soviet Union. SIPRI, Oxford University Press (1996). ISBN 9780198292005
- Ramet, Sabrina P.. The Three Yugoslavias: State-Building and Legitimation, 1918–2005. Bloomington, Indiana: Indiana University Press (2006). ISBN 978-0-253-34656-8
- Schindler, John R.. Unholy Terror: Bosnia, Al-Qa'ida, and the Rise of Global Jihad. New York City: Zenith Press (2007). ISBN 9780760330036
- Shrader, Charles R.. The Muslim-Croat Civil War in Central Bosnia: A Military History, 1992–1994. College Station, Texas: Texas A&M University Press (2003). ISBN 978-1-58544-261-4
- Tanner, Marcus. Croatia: A Nation Forged in War. New Haven: Yale University Press (2001). ISBN 978-0-300-09125-0
- Trbovich, Ana S.. A Legal Geography of Yugoslavia's Disintegration. Oxford University Press, USA (2008). ISBN 978-0-19-533343-5

### Újságcikkek
- Lučić, Ivo (2008. június 1.). „Bosna i Hercegovina od prvih izbora do međunarodnog priznanja”. Review of Contemporary History, Zagreb, Croatia 40 (1), 107–140. o, Kiadó: Croatian Institute of History.
- (2013. október 1.) „Prikaz i analiza borbi na bosanskoposavskom bojištu 1992.”. Scrinia Slavonica 13 (1), 277–315. o. ISSN 1848-9109.

## Fordítás
- Ez a szócikk részben vagy egészben  az   Opći izbori u Bosni i Hercegovini 1990. című horvát Wikipédia-szócikk ezen változatának fordításán alapul.  Az eredeti cikk szerkesztőit annak laptörténete sorolja fel. Ez a jelzés csupán a megfogalmazás eredetét és a szerzői jogokat jelzi, nem szolgál a cikkben szereplő információk forrásmegjelöléseként.